# Psychiatric Genomics Consortium
Das Psychiatric Genomics Consortium (PGC) ist ein internationales Konsortium von Wissenschaftlern, das sich der Durchführung von genomweite Assoziationsstudien (GWAS, engl. Genome-wide association study) widmet, wobei der Schwerpunkt auf psychiatrischen Störungen liegt. Es ist das größte jemals gegründete psychiatrische Konsortium, dem 2019 über 800 Forscher aus 38 Ländern angehören. Sein Ziel ist es, Informationen über die Genetik psychiatrischer Erkrankungen zu erarbeiten, die „umsetzbar“ sind, d. h. „genetische Erkenntnisse, deren biologische Implikationen genutzt werden können, um die Diagnose zu verbessern, sinnvolle therapeutische Mittel zu entwickeln und praxisnahe Ansätze für die Primärprävention zu erarbeiten“. Das Konsortium stellt die wichtigsten Ergebnisse seiner Forschung anderen Forschern frei zur Verfügung.

## Geschichte
Das PGC wurde Anfang 2007 gegründet, ursprünglich unter dem Namen Psychiatric Genome Wide Association Consortium. Einer der Gründer war Patrick F. Sullivan (UNC School of Medicine in North Carolina), der heute als Forschungsleiter fungiert. Ursprünglich war es ein Zweig des Genetic Association Information Network, einer öffentlich-privaten Partnerschaft zur Erforschung der Genetik menschlicher Erkrankungen im Allgemeinen.
In den ersten vier Jahren seines Bestehens konzentrierte sich das PGC auf Autismus-Spektrum-Störungen (ASS), Aufmerksamkeitsdefizit-/Hyperaktivitätsstörung (ADHS), bipolare Störungen, schwere depressive Störungen und Schizophrenie. Anfangs fokussierte sich das PGC auch nur auf die Suche nach gemeinsamen Einzelnukleotid-Polymorphismen, die mit psychiatrischen Störungen in Verbindung gebracht werden. Seitdem hat es seinen Anwendungsbereich auf andere Störungen sowie auf weniger verbreitete Formen genetischer Variationen wie z. B. Copy number variation (kurz CNV, deutsch Kopienzahlvariation) ausgeweitet.

## Ergebnisse
Die Forschungsarbeiten des PGC haben die genetische Architektur psychiatrischer Störungen im Allgemeinen weitergebracht und die Machbarkeit genomweite Assoziationsstudien für spezifische Störungen wie Schizophrenie und bipolare Störung gezeigt. Das Konsortium hat außerdem 108 genetische Loci identifiziert, die durchgängig mit Schizophrenie assoziiert sind. In der ANGI-Studie wurden mit Hilfe des PGC um Cynthia M. Bulik acht Risiko-Loci für Anorexia nervosa (AN) identifiziert und die Studie kam zum Schluss, dass AN eine “metabolisch-psychiatrische Erkrankung” ist. Darüber hinaus haben seine Ergebnisse auf eine signifikante Pleiotropie bei psychiatrischen Störungen hingewiesen, wobei viele gemeinsame Allele das Risiko für mehrere solcher Störungen beeinflussen.